# Detox Icunt
 (août 2023).
Si vous disposez d'ouvrages ou d'articles de référence ou si vous connaissez des sites web de qualité traitant du thème abordé ici, merci de compléter l'article en donnant les références utiles à sa vérifiabilité et en les liant à la section « Notes et références ».
Deandra Sanderson, plus connue sous le nom de scène Detox Icunt ou plus simplement Detox, est une drag queen et artiste américaine. 
Detox était une figure importante du monde artistique de Californie du Sud avant d'accéder à la notoriété en participant à plusieurs saisons de RuPaul's Drag Race.

## Biographie

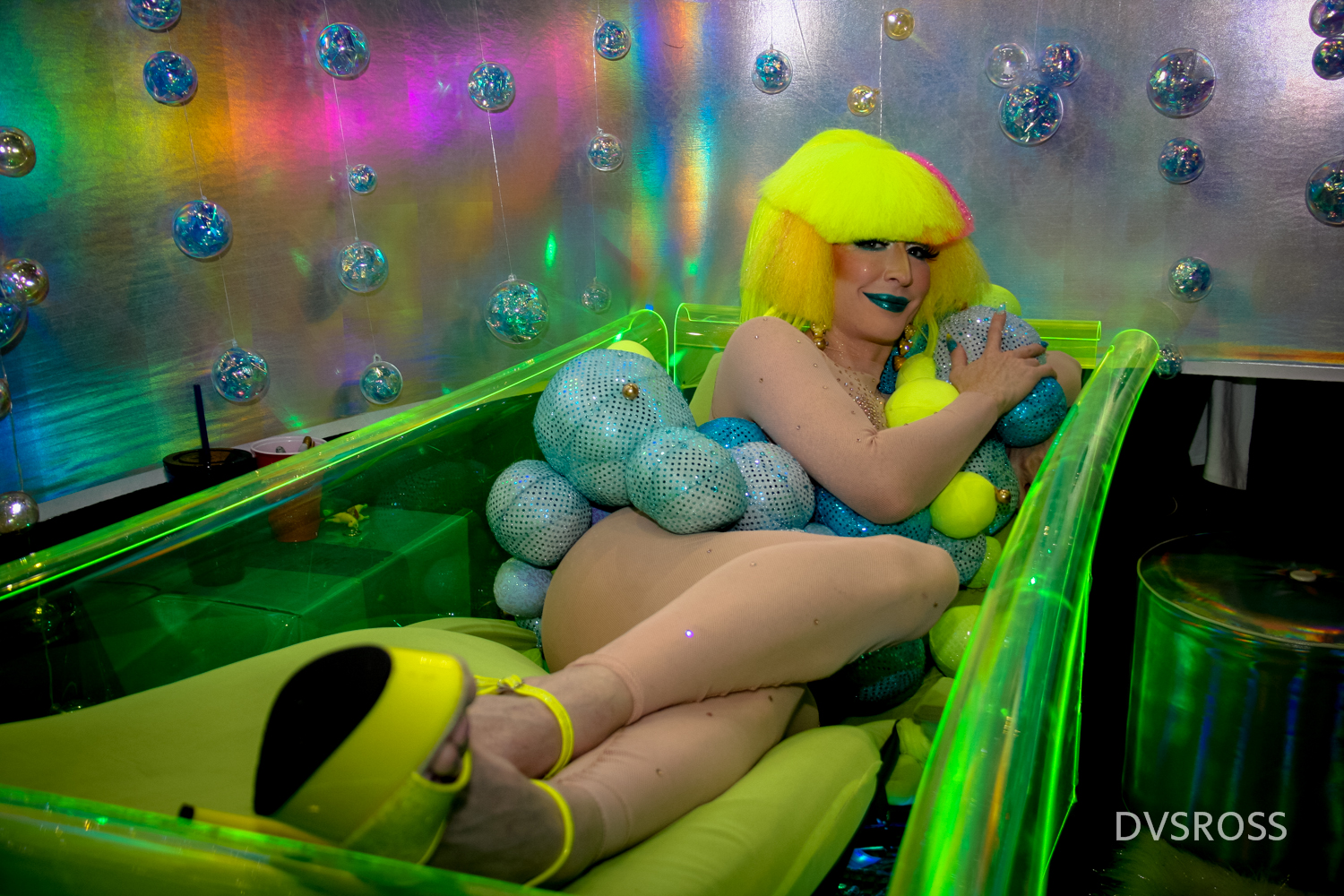
Detox à la RuPaul's DragCon de 2017.

Detox apparaît dans des clips de Kesha et de Rihanna, et est également membre du plus grand spectacle de drag queens en Californie, Dreamgirls Revue, créé par Chad Michaels. Elle est également membre du groupe de musique Tranzkuntinental. Le groupe est créé par Charlie Paulson et Xander Smith et est constitué de drag queens comme Kelly Mantle, Rhea Litré, Vicky Vox ou encore Willam Belli. 
En mars 2012, Willam Belli sort Chow Down, une parodie de Hold On de Wilson Phillips, avec comme invitées Detox et Vicky Vox, co-écrivaine des paroles de la chanson. Les trois drag queens commencent alors un groupe du nom de DWV, nom parodique du groupe SWV avec leurs initiales. Elles sortent plusieurs parodies de chansons, comme Girl on Fire de Alicia Keys, Dancing on My Own de Robyn ou encore Blurred Lines de Robin Thicke.
En novembre 2012, Detox est annoncée comme l'une des quatorze drag queens qui feront partie de la cinquième saison de RuPaul's Drag Race, où elle finit en quatrième place. En juin 2016, elle est annoncée comme l'une des participantes de la deuxième saison de RuPaul's Drag Race All Stars, où elle finit seconde. En 2017, elle apparaît dans le film Cherry Pop de Assaad Yacoub, avec d'autres drag queens comme Tempest DuJour, Mayhem Miller, Latrice Royale et Bob the Drag Queen.

### Évènements
Detox performe lors de l'évènement Drag Race Superstars le 15 août 2019 à Montréal lors de la fierté montréalaise.

## Vie privée
Detox fait son coming-out transgenre au cours d'une performance de Chow Down en août 2024, et utilise en anglais les pronoms she (elle) et le they singulier,. Dans un tweet publié en mars 2025, elle affirme avoir pris le prénom de Deandra.

## Discographie

### Singles
| Titre                                                                       | Année | Position classement | Album            |
| Titre                                                                       | Année | US Comedy           | Album            |
| --------------------------------------------------------------------------- | ----- | ------------------- | ---------------- |
| Pretty Lady (Kesha featuring Detox and Lady Lloyd)                          | 2012  | —                   | N/A              |
| Starfucker (William Belli featuring Detox and Vicky Vox)                    | 2012  | —                   | The Wreckoning   |
| Chow Down (Willam Belli featuring Detox and Vicky Vox)                      | 2012  | 12                  | The Wreckoning   |
| Boy Is a Bottom (Vicky Vox featuring Detox and Willam Belli)                | 2013  | 6                   | Singles          |
| Can I Get an Amen? (RuPaul avec les queens de RuPaul's Drag Race, saison 5) | 2013  | —                   | Singles          |
| Silicone (Detox featuring Willam Belli and Vicky Vox)                       | 2013  | —                   | Singles          |
| Blurred Bynes (Detox featuring Willam Belli and Vicky Vox)                  | 2013  | —                   | Singles          |
| This Is How We Jew It                                                       | 2015  | —                   | Christmas Queens |
| Supersonic                                                                  | 2016  | —                   | Singles          |
| Read U Wrote U (RuPaul featuring Alaska, Detox, Katya & Roxxxy Andrews)     | 2016  | —                   | Singles          |
| She's Gotta Habit                                                           | 2017  | —                   | Singles          |
| #SueList                                                                    | 2018  | —                   | Singles          |
| I Like It Like That                                                         | 2018  | —                   | Singles          |

## Filmographie

### Télévision
| Année | Titre                                  | Rôle     | Notes                                           |
| ----- | -------------------------------------- | -------- | ----------------------------------------------- |
| 2013  | RuPaul's Drag Race                     | Lui-même | Quatrième place ; éliminée lors de l'épisode 11 |
| 2013  | RuPaul's Drag Race: Untucked           | Lui-même |                                                 |
| 2013  | NewNowNext Awards                      | Lui-même |                                                 |
| 2014  | Drag Queens of London Episode 2        | Lui-même |                                                 |
| 2015  | Skin Wars                              | Lui-même |                                                 |
| 2016  | RuPaul's Drag Race All Stars           | Lui-même | Saison 2 — Arrivée seconde                      |
| 2017  | Gay for Play Game Show Starring RuPaul | Lui-même |                                                 |
| 2018  | RuPaul's Drag Race                     | Lui-même | Invitée — Saison 10, épisode 1                  |
| 2018  | Botched                                | Lui-même | Season 4, épisode 19                            |

### Web-séries
| Année   | Titre                | Rôle       | Notes                   |
| ------- | -------------------- | ---------- | ----------------------- |
| 2012–13 | Neil's Puppet Dreams | Drag queen | Épisode 5: "Dream Bump" |
| 2015    | Oh, Pit Crew!        | Animateur  |                         |

### Film
| Année | Titre      | Rôle        |
| ----- | ---------- | ----------- |
| 2017  | Cherry Pop | Detox Icunt |

### Clips
| Année | Chanson                                | Directeur         |
| ----- | -------------------------------------- | ----------------- |
| 2008  | Disturbia (Rihanna)                    | Anthony Mandler   |
| 2008  | Undead (Hollywood Undead)              | Jonas Åkerlund    |
| 2010  | Backstabber (Kesha)                    | N/A               |
| 2010  | Take It Off (Kesha)                    | SKINNY            |
| 2010  | Sleazy Remix 2.0: Get Sleazier (Kesha) | Nicholaus Goossen |
| 2011  | S&M (Rihanna)                          | Melina Matsoukas  |
| 2012  | Gimme All Your Blood (Jackie Beat)     | Austin Young      |
| 2012  | Prom Night (Jeffree Star)              | Robby Starbuck    |
| 2013  | Applause lyrics video (Lady Gaga)      | Lady Gaga         |